# John Prideaux (MP)
Sir John Prideaux (c. 1347-1403), de Orcheton em Modbury, Devon, foi um membro do parlamento inglês por Devon em outubro de 1383 e fevereiro de 1386.